# برلمان (النظام القديم)

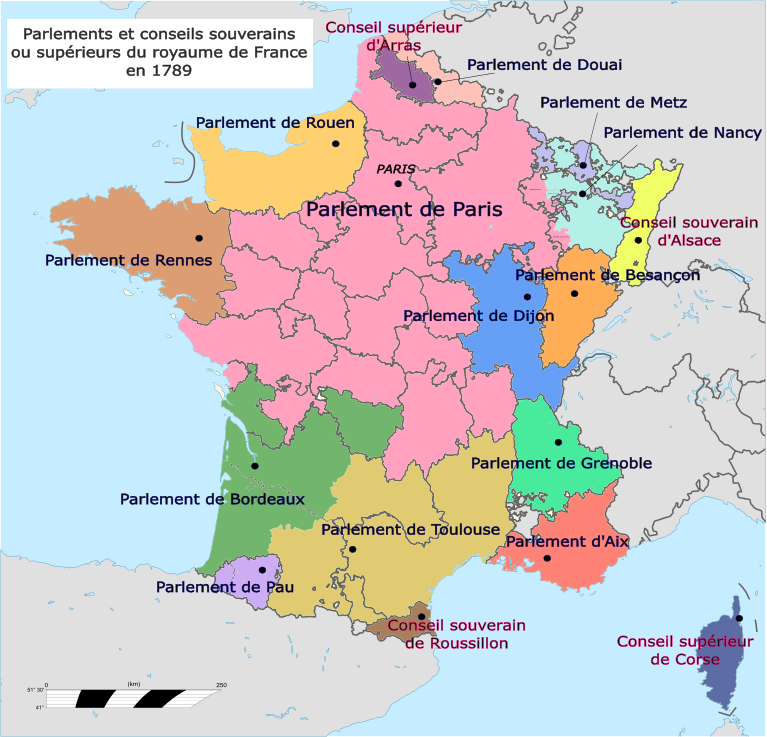
الأراضي المخصصة للبرلمانات والمجالس السيادية لمملكة فرنسا في عام 1789

في ظل النظام الفرنسي القديم، كان البرلمان (الفرنسية: Parlement)محكمة استئناف إقليمية تابعة لمملكة فرنسا. في عام 1789، كان في فرنسا 13 برلمانًا، كان برلمان باريس هو الأصل والأهم بينها. على الرغم من أن المصطلح الحديث "برلمان" (parlement) والذي يُشير إلى الهيئة التشريعية مشتق من هذا المصطلح الفرنسي، إلا أن برلمانات النظام القديم لم تكن هيئات تشريعية، والمصطلحات الحديثة والقديمة غير متماثلة. 

## تاريخ
كانت البرلمانات هيئات قضائية تتألف من اثني عشر قاضي استئناف أو أكثر، أي ما يعادل حوالي 1100 قاضٍ على مستوى البلاد. وكانت بمثابة محاكم الاستئناف النهائية للنظام القضائي، وعادةً ما كانت تمارس السلطة على نطاق واسع من المواضيع، لا سيما الضرائب. ولم تكن القوانين والمراسيم الصادرة عن التاج رسمية في نطاق اختصاصاتها إلا بعد موافقة البرلمانات عليها بنشرها.
كان أعضاء البرلمانات من الأرستقراطيين، الذين يطلق عليهم اسم نبلاء الرداء، والذين اشتروا أو ورثوا مناصبهم، وكانوا مستقلين عن الملك.
أُنشئت مجالس سيادية (conseils souverains) ذات سمات مماثلة، ونادرًا ما تُسمى بالمجالس العليا (conseils supérieurs) أو في إحدى الحالات المحاكم السيادية (cour souveraine)، في أقاليم جديدة (لا سيما في فرنسا الجديدة). استُبدل بعضها في نهاية المطاف ببرلمانات (مثل المجلس السيادي لنافارا وبيارن والمحكمة السيادية للورين وباروا). وكما أشار جيمس ستيفن:
ولكن لم يكن هناك أي فرق جوهري بين مختلف الهيئات القضائية الإقليمية العليا في فرنسا، باستثناء ما نتج عن التنوعات غير المرنة في ظروفها المحلية المختلفة.

من عام 1770 إلى عام 1774، حاول مستشار فرنسا، موبيو، إلغاء برلمان باريس لتعزيز سلطة التاج. ومع ذلك، عندما توفي الملك لويس الخامس عشر عام 1774، أُعيدت البرلمانات. قادت البرلمانات مقاومة الطبقة الأرستقراطية للحكم المطلق ومركزية التاج، لكنها عملت في المقام الأول لصالح طبقتها الخاصة، النبلاء الفرنسيين. يجادل ألفريد كوبان بأن البرلمانات كانت العقبة الرئيسية أمام أي إصلاح قبل الثورة، وكذلك ألد أعداء التاج الفرنسي. ويخلص إلى أن
إن برلمان باريس، رغم أنه لم يكن في الواقع أكثر من مجموعة صغيرة أنانية متكبرة ومرتشية، كان يعتبر نفسه، وكان الرأي العام ينظر إليه، باعتباره حارس الحريات الدستورية في فرنسا.

في نوفمبر 1789، في بداية الثورة الفرنسية، تم تعليق جميع البرلمانات. 

## اسم
كلمة parlement الفرنسية القديمة مشتقة من الفعل parler (يتكلم) مضافًا إليه اللاحقة -(e)ment، وكانت تعني في الأصل "التحدث". وقد ثَبُتَ أنها تعني "الجمعية المُداولة" منذ حوالي عام 1165، وانتقلت إلى الإنجليزية بهذا المعنى. ثم أصبح المعنى أكثر تخصصًا في الفرنسية خلال القرن الثالث عشر، ليشير إلى "محكمة العدل العليا في الجلسات القضائية" حتى نهاية النظام القديم.

## أصل

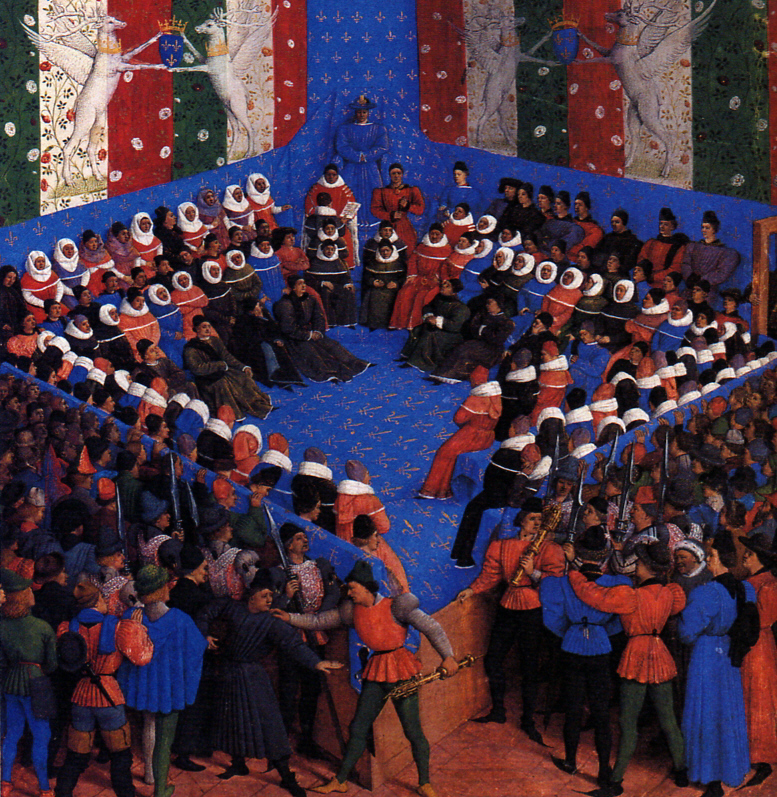
محكمة العدل التي عقدها شارل السابع ملك فرنسا في فاندوم

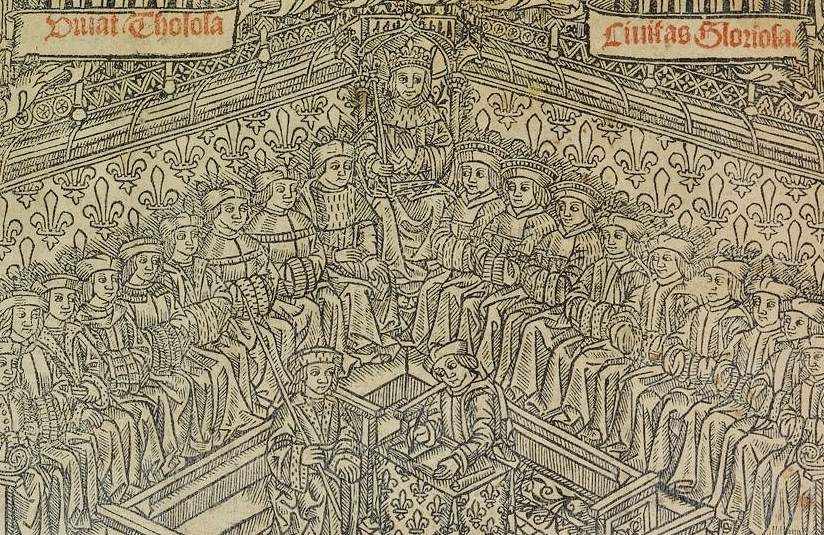
نقش من صنع نيكولا بيرتراند من عام 1515 يظهر جلسة برلمان تولوز برئاسة الملك فرانسيس الأول ملك فرنسا.

نشأ أول برلمان في فرنسا في القرن الثالث عشر من مجلس الملك (بالفرنسية: Conseil du roi، باللاتينية: curia regis)، وبالتالي تمتع بصلاحيات استشارية وتدابريوية قديمة ومألوفة.
أنشأ لويس التاسع محكمة تاج واحدة فقط، لم يكن لها موقع ثابت، بل كانت تتبعه أينما ذهب.
[...]
تألف "برلمان" لويس من ثلاثة بارونات كبار، وثلاثة أساقفة، وتسعة عشر فارسًا، بالإضافة إلى ثمانية عشر مستشارًا أو رجلًا متعلمًا في القانون.
كان هؤلاء المحامون، مرتدين أردية سوداء طويلة، يجلسون على مقاعد أسفل النبلاء الكبار؛ ولكن عندما ترك لهم النبلاء جميع أعمال المحكمة، سرعان ما أصبحوا القضاة الوحيدين، وشكلوا نواة القضاء الفرنسي الحالي.

كان فيليب الرابع أول من ثبت هذه المحكمة في باريس، عام 1302، وفصلها رسميًا عن مجلس الملك عام 1307. كان برلمان باريس يعقد جلساته داخل القصر الملكي الذي يعود للعصور الوسطى في جزيرة المدينة، والذي لا يزال حتى اليوم مقر قصر العدل في باريس. كان على البرلمان أيضًا واجب تسجيل جميع المراسيم والقوانين الملكية. بحلول القرن الخامس عشر، كان لبرلمان باريس حق "الاعتراض على الملك" (بيان رسمي للمظالم)، والذي كان في البداية ذا طبيعة استشارية فحسب.
في غضون ذلك، كانت سلطة برلمان باريس تشمل المملكة بأكملها كما كانت في القرن الرابع عشر، لكنها لم تتطور تلقائيًا بالتوازي مع اتساع نطاق مملكة التاج. في عام 1443، وعقب اضطرابات حرب المائة عام، منح شارل السابع مقاطعة لانغدوك برلمانها الخاص بتأسيس برلمان تولوز، وهو أول برلمان خارج باريس؛ وامتد نطاقه ليشمل معظم جنوب فرنسا. من عام 1443 حتى الثورة الفرنسية، أنشئت العديد من البرلمانات الأخرى بشكل مطرد في جميع أنحاء فرنسا (كانت هذه المواقع عواصم إقليمية لتلك المقاطعات ذات التقاليد التاريخية القوية للاستقلال قبل ضمها إلى فرنسا (في بعض هذه المناطق، استمرت الدول العامة الإقليمية أيضًا في الاجتماع والتشريع مع قدر من الحكم الذاتي والسيطرة على الضرائب ضمن نطاق ولايتها القضائية).

### القرنين السادس عشر والسابع عشر
بمرور الوقت، اكتسبت بعض البرلمانات، وخاصة برلمان باريس، تدريجيًا عادة استخدام حق الاعتراض لرفض تسجيل التشريعات، التي حكموا بأنها إما غير مناسبة أو مخالفة للقانون العرفي المحلي (وكان هناك 300 ولاية قضائية للقانون العرفي)، حتى عقد الملك مذكرة عدل أو أرسل خطاب قضائي لإجبارهم على التصرف. بحلول القرن السادس عشر، كان قضاة البرلمان يرون أن دورهم يتضمن المشاركة الفعالة في العملية التشريعية، مما أدخلهم في صراع متزايد مع الاستبداد الملكي المتزايد للنظام القديم، حيث تطورت مذكرة العدل خلال القرن السادس عشر من منتدى دستوري إلى سلاح ملكي، يستخدم لإجبار تسجيل المراسيم. كان نقل المناصب القضائية أيضًا ممارسة شائعة في فرنسا منذ أواخر العصور الوسطى؛ حيث تم شراء الحيازة في المحكمة بشكل عام من السلطة الملكية؛ ويمكن أن تصبح هذه المناصب الرسمية وراثية عن طريق دفع ضريبة للملك تسمى لا بوليت. كان نبلاء الأقاليم، الذين اجتمعوا في البرلمانات، والذين كان معظم أعضائهم وراثيين، أقوى قوة لامركزية في فرنسا التي كانت أكثر تنوعًا في أنظمتها القانونية والضريبية والعادات مما قد يبدو عليه في ظل الحكم الموحد لملوكها. ومع ذلك، كان برلمان باريس يتمتع بأكبر سلطة قضائية بين جميع البرلمانات، حيث غطى الجزء الأكبر من شمال ووسط فرنسا، وكان يُعرف ببساطة باسم "البرلمان".

#### الفروند
لعب برلمان باريس دورًا رئيسيًا في تحفيز النبلاء على مقاومة توسع السلطة الملكية بالقوة العسكرية خلال حرب الفروند (1648-1649). في النهاية، انتصر الملك لويس الرابع عشر، وتعرضت طبقة النبلاء للإهانة.

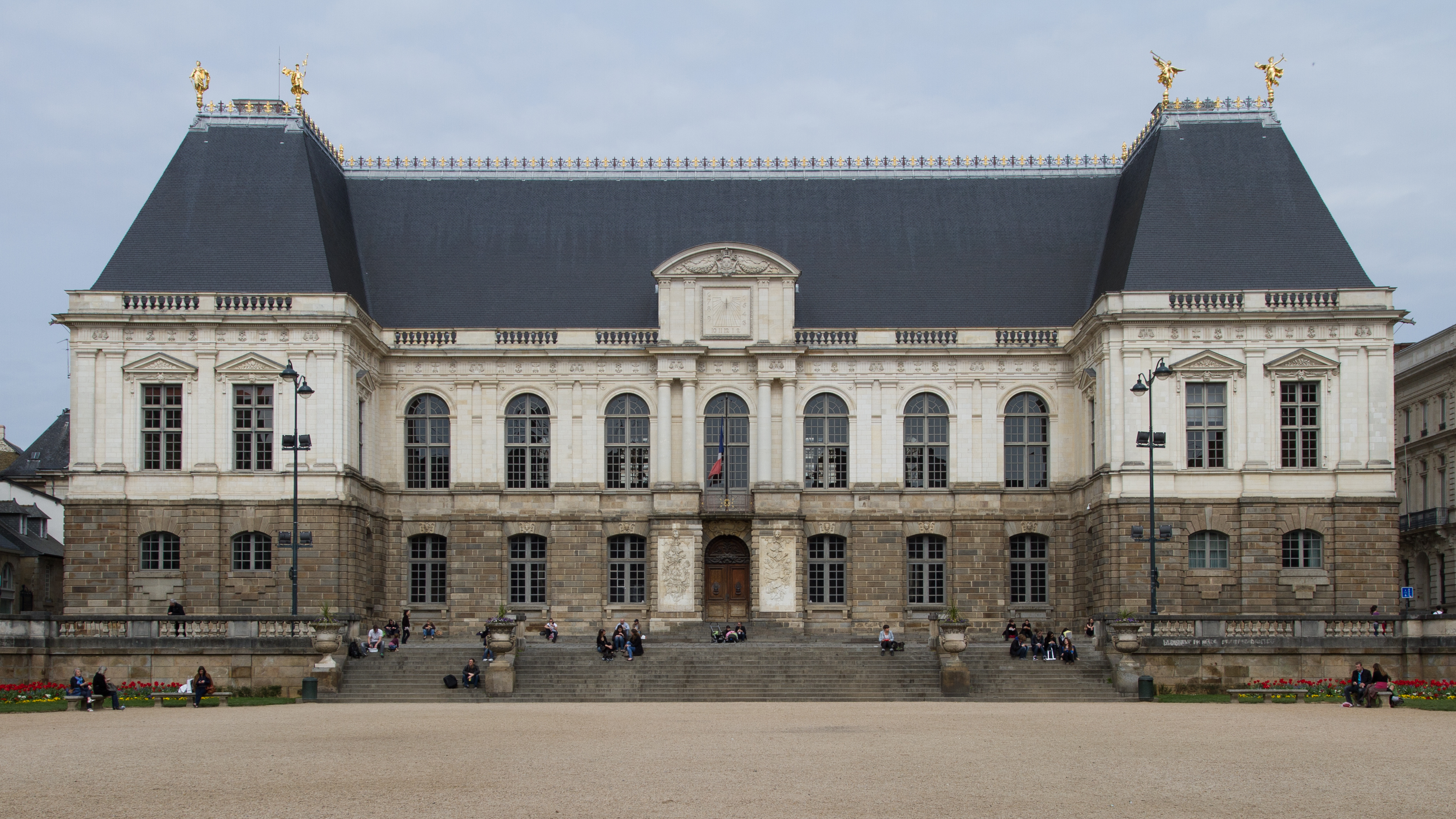
قصر برلمان بريتاني في رين

أجبرت قدرة البرلمانات على حجب موافقتها من خلال صياغة احتجاجات ضد المراسيم الملكية الملك على الرد، مما أدى في بعض الأحيان إلى مقاومة متكررة من قبل البرلمانات، والتي لم يتمكن الملك من إنهائها لصالحه إلا بإصدار خطاب قضائي، وفي حالة استمرار المقاومة، الظهور شخصيًا في البرلمان: خطاب العدالة. في مثل هذه الحالة، تم تعليق صلاحيات البرلمان طوال مدة هذه الدورة الملكية. تحرك الملك لويس الرابع عشر لتركيز السلطة في يديه، وفرض بعض القيود على البرلمانات: في عام 1665، أصدر مرسومًا بأنه يمكن عقد خطاب العدالة دون الحاجة إلى ظهور الملك شخصيًا؛ في عام 1667، حدد عدد الاحتجاج بواحد فقط. ومع ذلك، في عامي 1671 و1673، قاومت البرلمانات الضرائب اللازمة لتمويل الحرب الفرنسية الهولندية. في عام 1673، فرض الملك قيودًا إضافية حرمت البرلمانات من أي تأثير على القوانين الجديدة، وذلك بفرضه عدم إصدار الاعتراضات إلا بعد تسجيل المراسيم. بعد وفاة لويس عام 1715، أوقف الوصي جميع القيود، مع أن بعض قضاة برلمان باريس قبلوا رشاوى ملكية لكبح جماحه حتى خمسينيات القرن الثامن عشر.

### قبل الثورة الفرنسية

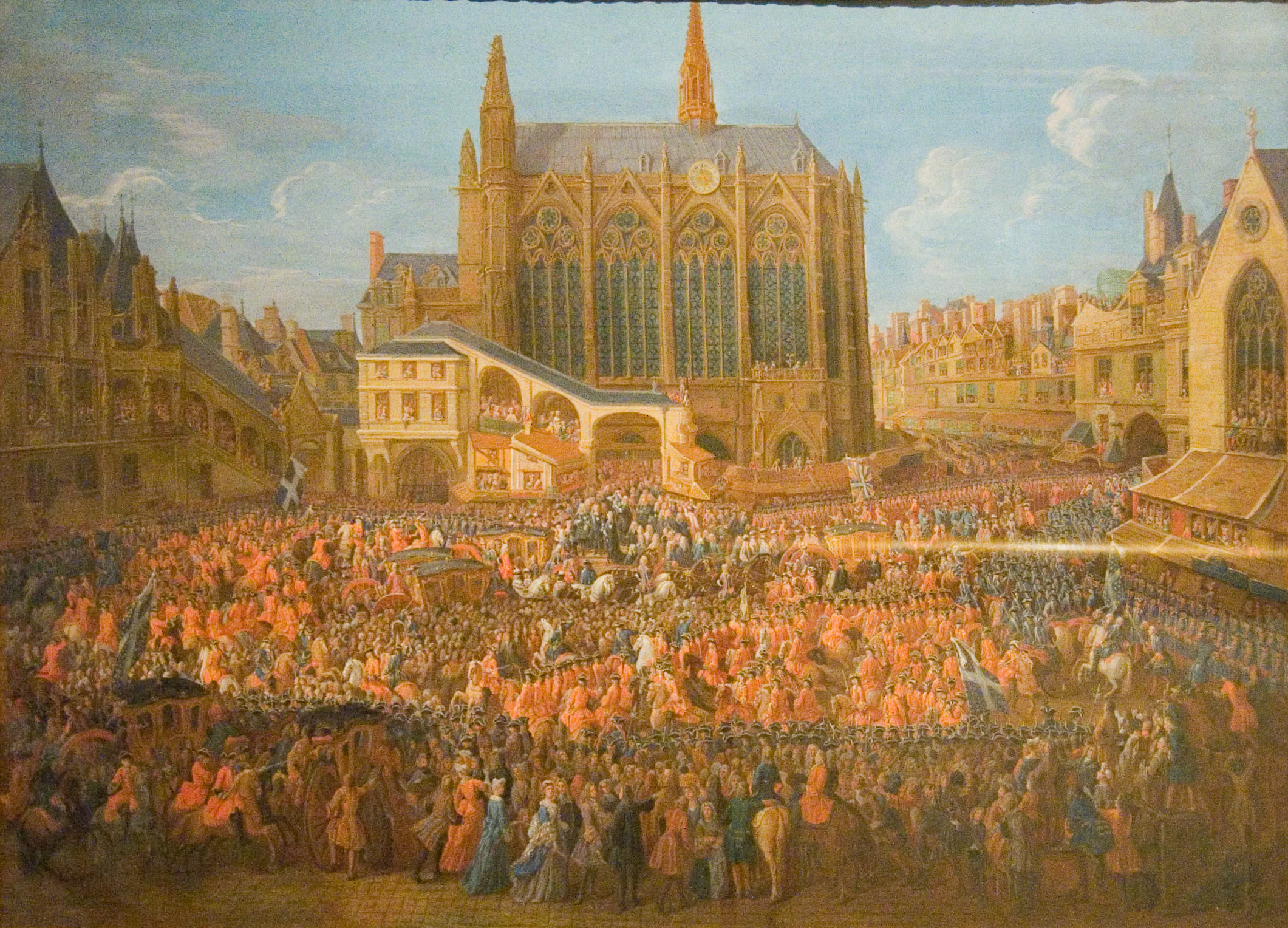
لويس الخامس عشر يغادر برلمان باريس في 12 سبتمبر 1715

بعد عام 1715، خلال عهدي لويس الخامس عشر ولويس السادس عشر، تحدت البرلمانات التاج مرارًا وتكرارًا للسيطرة على السياسة، وخاصة فيما يتعلق بالضرائب والدين.  وعلاوة على ذلك، اعتادت البرلمانات على تمرير قوانين أو مراسيم تنظيمية تنطبق ضمن نطاق اختصاصها لتطبيق المراسيم الملكية أو الممارسات العرفية.  في جلسة برلمان باريس عام 1766 المعروفة باسم جلسة الجلد، أكد لويس الخامس عشر أن السلطة السيادية تكمن في شخصه فقط.
في السنوات التي سبقت مباشرة اندلاع الثورة الفرنسية عام 1789، كان اهتمامهم الشديد بالحفاظ على مؤسسات النظام القديم ذات الامتياز النبيل سبباً في منع فرنسا من تنفيذ العديد من الإصلاحات البسيطة، وخاصة في مجال الضرائب، حتى عندما حظيت تلك الإصلاحات بدعم الملك. 
سعى المستشار رينيه نيكولا دي موبيو إلى إعادة تأكيد السلطة الملكية بقمع البرلمانات عام 1770. وقد أسفرت محاولاته الشهيرة، المعروفة بإصلاح موبيو، عن معركة شرسة وفشل ذريع. فُككت البرلمانات واعتُقل أعضاؤها. وبعد وفاة لويس الخامس عشر، أُعيدت البرلمانات. 
بدأت التغييرات الجذرية المقترحة باحتجاجات برلمان باريس الموجهة إلى لويس السادس عشر في مارس 1776، حيث قاومت الطبقة الثانية، النبلاء، بداية إصلاحات معينة من شأنها إزالة امتيازاتهم، ولا سيما إعفائهم من الضرائب. وقد تم تقديم الاعتراضات ردًا على مقال " تأملات في تكوين وتوزيع الثروة" بقلم آن روبرت جاك تورجو. ردت الطبقة الثانية على المقال بغضب لإقناع الملك بأن النبلاء لا يزالون يؤدون دورًا مهمًا للغاية ولا يزالون يستحقون نفس امتيازات الإعفاء من الضرائب بالإضافة إلى الحفاظ على النقابات والشركات التي تم وضعها لتقييد التجارة، وكلاهما تم إلغاؤه في الإصلاحات التي اقترحها تورجو. 
في احتجاجه على المرسوم الذي قضى على السخرة (مارس 1776)، تجرأ برلمان باريس ـ خوفاً من أن تحل ضريبة جديدة محل السخرة، وأن تطبق هذه الضريبة على الجميع، مقدمةً المساواة كمبدأ ـ على تذكير الملك:
الخدمة الشخصية لرجال الدين هي أداء جميع المهام المتعلقة بالتعليم والشعائر الدينية، والمساهمة في إغاثة المحتاجين من خلال صدقاتهم. يُكرّس النبيل دمه للدفاع عن الدولة، ويُساعد الملك بنصائحه. أما الطبقة الأخيرة من الأمة، التي لا تستطيع تقديم مثل هذه الخدمة المتميزة للدولة، فتؤدي واجبها من خلال الضرائب، والعمل الجاد، والجهد البدني.

كانت الطبقة الثانية (النبلاء) تُشكل حوالي 1.5% من سكان فرنسا، وكانت مُعفاة من جميع الضرائب تقريبًا، بما في ذلك السخرة الملكية، وهي خدمة إلزامية حديثة العهد تُجبر الخاضعين لها على إصلاح الطرق وبنائها. عمليًا، كان بإمكان أي شخص يدفع رسومًا زهيدة الفرار من السخرة، لذا كان عبء العمل هذا يقع على عاتق أفقر الناس في فرنسا فقط. كما كانت الطبقة الثانية مُعفاة من ضريبة "قبالة"، وهي ضريبة الملح غير الشعبية، وكذلك ضريبة "تيل" ، وهي ضريبة على الأراضي يدفعها الفلاحون، وهي أقدم أشكال الضرائب في فرنسا. 
خشيت الطبقة الثانية من اضطرارها لدفع الضريبة بدلًا من السخرة المُكبوتة. اعتبر النبلاء هذه الضريبة مُهينة للغاية ودون مكانتهم، إذ كانوا يفخرون بألقابهم ونسبهم، الذي غالبًا ما كان يشمل أولئك الذين سقطوا دفاعًا عن فرنسا. اعتبروا هذا الإلغاء للامتياز الضريبي مدخلًا لمزيد من الاعتداءات على حقوقهم، وحثّوا لويس السادس عشر خلال احتجاجات برلمان باريس على عدم سنّ الإصلاحات المقترحة.
شجعت هذه الإعفاءات، بالإضافة إلى الحق في حمل السيف وشعار النبالة، فكرة التفوق الطبيعي على عامة الشعب الذي كان سائدًا في الطبقة الثانية، وطالما امتلك أي نبيل إقطاعية، كان بإمكانه تحصيل ضريبة على الطبقة الثالثة تُسمى الرسوم الإقطاعية، والتي يُزعم أنها لحماية الطبقة الثالثة (مع أن هذا ينطبق فقط على الأقنان ومستأجري الأراضي الزراعية المملوكة للنبلاء). بشكل عام، تمتعت الطبقة الثانية بامتيازات واسعة لم تكن تمتلكها الطبقة الثالثة، مما أدى في الواقع إلى حماية ثروات وممتلكات الطبقة الثانية، بينما أعاق قدرة الطبقة الثالثة على التقدم. تعارضت الإصلاحات التي اقترحها تورغو والتي عارضها برلمان باريس في احتجاجاته مع مصالح الطبقات الثانية في الحفاظ على امتيازاتها الوراثية، وكانت الخطوة الأولى نحو الإصلاح الذي تسرب إلى الساحة السياسية. لم تحظ إصلاحات تورغو بشعبية بين عامة الشعب أيضًا، الذين اعتبروا البرلمانات أفضل دفاع لهم ضد سلطة الملكية.

## قائمة البرلمانات والمجالس السيادية لمملكة فرنسا
| - بارلمان باريس (إيل دو فرانس، أنجومو، أنجو، أونيس، أوفيرني، بوربونيه، شامبانيا، ليون، مين، ماركي، نيفرنيس، أورلياني، بيرش، بيكاردي، بواتو، سوموروا، بيليويك بار، بيليويك لا ماركي، ق. 1260) - برلمان تولوز (لانغدوك وبقية غوين وجاسكوني، 1443) - برلمان غرونوبل (دوفينيه، 1453) - برلمان بوردو (سانتونج، ليموزان، أجزاء من جوين وجاسكوني، 1462) - برلمان ديجون (بورجوندي، 1477) - دمج برلمان تريفوكس (دومبيس، 1523 – 1771) - برلمان روان (نورماندي، 1499) - برلمان إيكس إن بروفانس (بروفانس، 1501) - برلمان رين (بريتاني؛ سابقًا في نانت، 1553) - برلمان باو (بيارن ونافار السفلى، 1620) - برلمان ميتز (الأساقفة الثلاثة، 1633) - المجلس الأعلى في أراس (1640) - المجلس السيادي لروسيلون (في بربينيان، 1660) - المجلس السيادي للألزاس (في كولمار، 1667) - برلمان بيزانسون (فرانش كونتيه، 1676؛ سابقًا في دول، 1422) - بارليمنت دواي (فلاندرز الفرنسية ؛ سابقًا في تورناي، 1686) - المجلس الأعلى لكورسيكا (في باستيا، 1768) - برلمان نانسي (لورين وباروا ناقص مناطق بار ولا ماركي، 1776) |

## الإجراءات القضائية
في المحاكمات المدنية، كان على الأطراف دفع أتعاب للقضاة (épices) (حرفيًا "توابل")، لتغطية تكاليف الاستشارات القانونية التي يتلقونها، وتكاليف موظفيهم. ولم يكن يُسمح للقضاة بطلب أو استلام أتعاب من الفقراء.
فيما يتعلق بالعدالة الجنائية، كانت الإجراءات قديمة بشكل ملحوظ. يمكن للقضاة أن يأمروا بتعذيب المشتبه بهم من أجل انتزاع الاعترافات أو حثهم على الكشف عن أسماء شركائهم: كان هناك الاستجواب العادي، وهو الشكل العادي للتعذيب، والاستجواب الاستثنائي، مع زيادة الوحشية. كان هناك افتراض ضئيل للبراءة إذا كان المشتبه به مجرد عامة من الفقراء. يمكن النطق بعقوبة الإعدام لمجموعة متنوعة من الجرائم بما في ذلك السرقة فقط؛ اعتمادًا على الجريمة والطبقة الاجتماعية للضحية، يمكن أن يكون الإعدام بقطع الرأس بالسيف (للنبلاء)، والشنق (لمعظم الجرائم الثانوية التي يرتكبها عامة الناس)، وعجلة الكسر (لبعض الجرائم الشنيعة التي يرتكبها عامة الناس). بعض الجرائم، مثل قتل الملك، تستوجب عقوبة أكثر فظاعة، مثل السحب والتقطيع. ومع انتشار أفكار التنوير في مختلف أنحاء فرنسا، فقدت معظم أشكال التعذيب القضائي شعبيتها، ورغم أنها ظلت مدرجة في الكتب، فإنها نادراً ما طبقت بعد عام 1750.

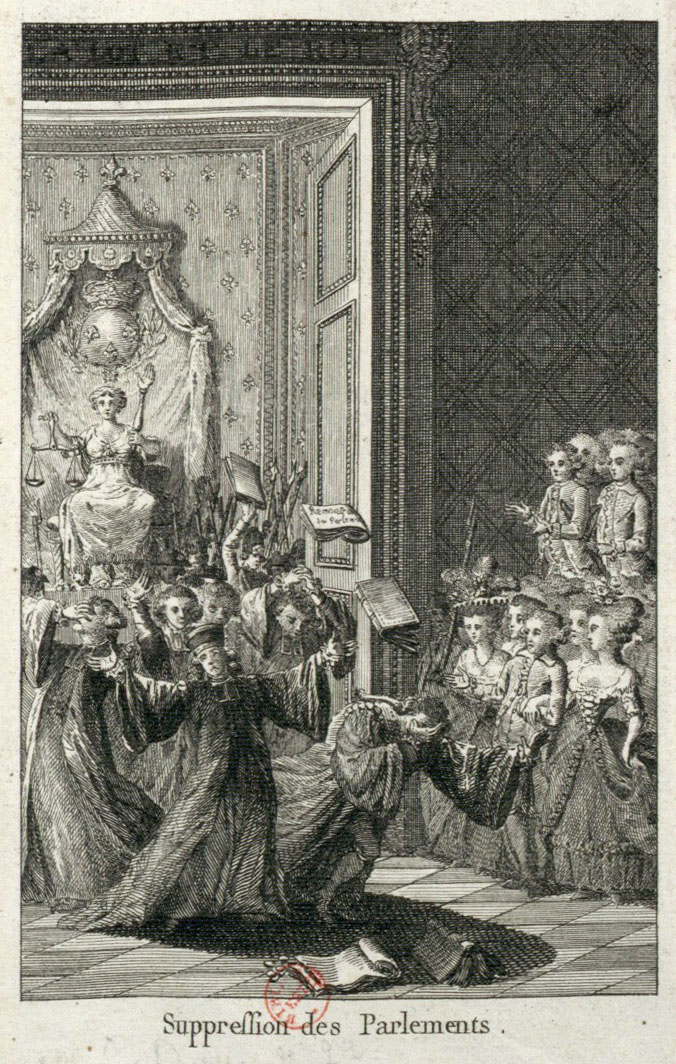
إلغاء البرلمانات، طبعة عام 1790

ألغت الجمعية التأسيسية الوطنية البرلمانات في 6 سبتمبر 1790. ويُعد سلوك البرلمانات أحد أسباب منع المحاكم الفرنسية، منذ الثورة الفرنسية، بموجب المادة الخامسة من القانون المدني الفرنسي من سنّ القوانين والعمل كهيئات تشريعية، حيث يقتصر تفويضها على تفسير القانون. كانت فرنسا، من خلال القانون النابليوني، أصل النظام الحديث للقانون المدني، حيث لا تتمتع السوابق القضائية بقوة ما هو عليه في دول القانون العام. ويُعزى أصل مبدأ فصل السلطات في النظام القضائي الفرنسي، مع عدم وجود قاعدة سابقة خارج نطاق تفسير القانون، وعدم وجود محكمة عليا واحدة، وعدم وجود مراجعة دستورية للقوانين من قِبل المحاكم حتى عام 1971 (عن طريق الإجراءات، أمام المجلس الدستوري الفرنسي الذي أُنشئ عام 1958) وعام 2010 (استثناءً، أمام أي محكمة) عادةً إلى ذلك العداء تجاه "حكم القضاة".   

### الأعمال المذكورة
- Cobban، Alfred (1950). "The Parlements of France in the eighteenth century". History. ج. 35 ع. 123: 64–80. DOI:10.1111/j.1468-229X.1950.tb00948.x.
- Doyle، William (1970). "The Parlements of France and the Breakdown of the Old Regime 1771–1788". French Historical Studies. ج. 6 ع. 4: 415–458. DOI:10.2307/285992. JSTOR:285992.

## قراءة إضافية
- Bluche, François (1993). L'Ancien régime: Institutions et société (بالفرنسية) (Livre de poche ed.). Paris: Fallois. ISBN:2-253-06423-8.
- Collins، James B. (1995). The state in early modern France. Cambridge University Press.
- Holt، Mack P. (سبتمبر 1988). "The King in Parliament: The Problem of the Lit de Justice in Sixteenth-Century France". Historical Journal. ج. 31 ع. 3: 507–523. DOI:10.1017/S0018246X00023463.
- Holt، Mack P.، المحرر (1991). Society and Institutions in Early Modern France.
- Hurt, John J. Louis XIV and the Parlements: The Assertion of Royal Authority Manchester University Press, 2002.
- Jones, Colin. The Great Nation: France from Louis XV to Napoleon (2003).
- Jouanna, Arlette and Jacqueline Boucher, Dominique Biloghi, Guy Thiec. Histoire et dictionnaire des Guerres de Religion. (بالفرنسية) Collection: Bouquins. Paris: Laffont, 1998. (ردمك 2-221-07425-4)ISBN 2-221-07425-4.
- Ladurie, Emmanuel Le Roy. The Ancien Regime: A History of France, 1610–1774 (1998).
- Pillorget, René and Suzanne Pillorget. France Baroque, France Classique 1589-1715. (بالفرنسية) Collection: Bouquins. Paris: Laffont, 1995. (ردمك 2-221-08110-2)ISBN 2-221-08110-2.
- Saint-Bonnet, François. "Le contrôle a posteriori : les parlements de l'Ancien Régime et la neutralisation de la loi". (بالفرنسية) Les Cahiers du Conseil constitutionnel, No 28 (2010).